# Palovesi
Le Palovesi ou Palovesi–Jäminginselkä est un lac situé à Ruovesi, en Finlande,.

## Présentation
Le lac Palovesi-Jäminginselkä a une superficie de 42,7 kilomètres carrés et une altitude de 96 mètres.
La partie Jäminginselkä (lac numéro 35.322.1.001) a une superficie de 1 724 hectares soit 17,2 kilomètres carrés.
La partie Palovesi (lac numéro 35.321.1.001) a une superficie de 2 548 hectares soit 25,5 kilomètres carrés.
Le lac Palovesi-Jäminginselkä est le 89ème plus grand lac de Finlande. 
Si les bassins lacustres de Ruovesi, Vaskivesi–Visuvesi, Palovesi-Jäminginselkä et Tarjannevesi sont considérés comme étant le seul grand lac Iso-Tarjannevesi, sa superficie est de 210 kilomètres carrés. 
Le lac Iso-Tarjannevesi serait le 18ème plus grand lac de Finlande,,.